# Cyrtopodion scabrum
Cyrtopodion scabrum este o specie de șopârle din genul Cyrtopodion, familia Gekkonidae, descrisă de Lucas Friedrich Julius Dominikus von Heyden în anul 1827. A fost clasificată de IUCN ca specie cu risc scăzut. Conform Catalogue of Life specia Cyrtopodion scabrum nu are subspecii cunoscute.